# Evil Cult
Pour plus de détails, voir Fiche technique et Distribution.
Evil Cult (倚天屠龍記之魔教教主, Yi tian tu long ji : Zhi mo jiao jiao zhu) est un film hongkongais réalisé par Wong Jing, sorti en 1993. Il s'agit d'une adaptation du début du roman L'Épée céleste et le Sabre du dragon ; la ou les suites prévues n'ayant finalement pas été tournées en raison du manque de succès de ce premier volet, l'intrigue n'est pas totalement dénouée à la fin du film.

## Synopsis
Les écoles d'arts martiaux les plus réputées dont Shaolin et Wu Tang, décident de s'allier afin de protéger le pays contre la secte Ming. Mais une suite de traîtrises vient mettre en péril leur alliance. L'espoir va venir de Chang Mo Kei, jeune orphelin (dont les deux parents s'etaient suicidé), pourtant frappé par une étrange malédiction (la marque du spectre) qui l'empêche de se battre va essayer de sauver l'unité de la Chine grâce à un moine rénégat de Shaolin qui accepte de lui enseigner "La technique des 9 Yang".

## Fiche technique
- Titre : Evil Cult
- Titre original : 倚天屠龍記之魔教教主 (Yi tian tu long ji : Zhi mo jiao jiao zhu)
- Titre américain : Kung Fu Cult Master
- Réalisation : Wong Jing
- Scénario : Wong Jing
- Producteur : Jet Li
- Musique : Joseph Koo
- Photographie : Bill Wong
- Montage : Poon Hung
- Société de production : Win's Entertainment Ltd
- Pays de production :  Hong Kong
- Genre : Action, Fantastique
- Durée : 98 minutes
- Date de sortie :
  - Hong Kong : 18 décembre 1993

## Distribution
- Jet Li (VF : Pierre-François Pistorio) : Chang Mo Kei
- Sharla Cheung : Yan So So / Chao Min (en:Zhao Min)
- Richard Ng : Le Roi des Chauves-Souris : Wai Yat Siu
- Chingmy Yau : Siu Chiu
- Sammo Hung : Chang San Fung (Zhang Sanfeng)
- Collin Chou (VF : Thierry Ragueneau) : Sung Ching Su
- Ka-Yan Leung : Sung Yuen Kin
- Gigi Lai : Chow Chi Yu